# Phymatodes incurvata
Phymatodes incurvata là một loài dương xỉ trong họ Dipteridaceae. Loài này được J.Sm. mô tả khoa học đầu tiên năm 1866.
Danh pháp khoa học của loài này chưa được làm sáng tỏ. 